# Редькін Руслан Вікторович
Русла́н Ві́кторович Ре́дькін (нар. 23 квітня 1977, м. Будапешт, Угорщина — пом. 21 червня 2014, с. Лизогубівка, Харківський район, Харківська область, Україна) — український льотчик, командир авіаційної ескадрильї спеціального призначення на вертольотах Спеціального авіаційного загону Оперативно-рятувальної служби цивільного захисту Державної служби України з надзвичайних ситуацій, підполковник служби цивільного захисту.

## Життєпис
Руслан Редькін народився 23 квітня 1977 року в угорській столиці місті Будапешт у родині військового льотчика. Батько родом з Докучаєвська Донецької області. 1994 року Руслан закінчив загальноосвітню школу № 2 ім Ю. Гагаріна у місті Охтирка Сумської області. З дитинства мріяв стати льотчиком як батько. Здобув вищу освіту в Харківському інституті льотчиків Військово-Повітряних Сил України та Національному аерокосмічному університеті ім. Жуковського «Харківський авіаційний інститут».
У 1998 році почав службу льотчиком-штурманом у військовій вертолітній частині в місті Бердичів на Житомирщині. 2004 року був командиром вертолітної ланки (Мі-9) в смт Калинів Львівської області.
У 2005 року стає льотчиком Спеціального авіаційного загону Оперативно-рятувальної служби цивільного захисту ДСНС України. Загін базувався в м. Ніжин Чернігівської області, колишня військова частина Д0170. Брав участь у гасінні пожеж в Грузії та у Новобогданівці. 2007-го отримав відзнаку Міністерства надзвичайних ситуацій України «За відвагу в надзвичайній ситуації».
У 2010 році стає начальником штабу вертолітної ескадрильї спеціального призначення Спеціального авіаційного загону Оперативно-рятувальної служби цивільного захисту. З червня 2011 — начальник штабу авіаційної ескадрильї спеціального призначення на вертольотах Спеціального авіаційного загону Оперативно-рятувальної служби цивільного захисту.
3 листопада 2013 року призначений командиром авіаційної ескадрильї спеціального призначення на вертольотах Спеціального авіаційного загону Оперативно-рятувальної служби цивільного захисту Державної служби з надзвичайних ситуацій України. Присвоєно звання підполковника служби цивільного захисту.
Руслан Редькін 2—8 травня 2014 року перевозив останки загиблих вертолітників з Луганська. Загинув 21 червня 2014 року.

## Загибель
Загинув під Харковом в районі села Лизогубівка після падіння гелікоптера Мі-8Т, що слідував за маршрутом Ніжин — Чугуїв, для забезпечення перевезення особового складу й гуманітарної допомоги в зоні проведення антитерористичної операції. Близько 10:00 вийшов останній раз на зв'язок і зник з радарів. 22 червня 2014 року о 06:45 пошуково-рятувальні сили ДСНС України виявили місце катастрофи у лісосмузі на території Зміївського району Харківщини, через негоду його шукали майже добу; гелікоптер розбився та згорів, екіпаж загинув. Разом з командиром екіпажу підполковником Редькіним загинули штурман Олександр Лисиченко і бортінженер Володимир Михайлик.
23 червня тіла загиблих льотчиків доставили на аеродром Ніжина, на злітній смузі відбулось прощання. 24 червня Руслана поховали в Бердичеві.
Вдома залишилися дружина Ірина Михайлівна та двоє дітей: син Єгор (2012 р.н.) та дочка Вікторія (2004 р.н.). Сім'я повернулась у Бердичів, звідки родом Ірина. В Охтирці — батьки, Віктор Серафимович і Віра Михайлівна. Молодший брат Олексій — також льотчик, миротворець, учасник АТО.

## Нагороди та почесні звання
15 липня 2014 року Указом Президента України № 593/2014 від 15.07.2014 року, за особисту мужність і героїзм, виявлені у захисті державного суверенітету та територіальної цілісності України, відзначений — нагороджений орденом «За мужність» III ступеня (посмертно).
У жовтні 2015 року, враховуючи особисту мужність і героїзм, виявлені у захисті державного суверенітету та територіальної цілісності України, рішенням Охтирської міської ради присвоєне звання «Почесний громадян м. Охтирка» (посмертно).